# Skånelandene
Skånelandene eller Skåneland er en fælles betegnelse for de tre tidligere danske landsdele Skåne, Halland og Blekinge, der tilfaldt Sverige ved Roskildefreden i 1658, samt Bornholm (se kort). Betegnelsen bygger på det latinske Terra Scaniae ("Skånes land") fra middelalderen. Skåneland er identisk med det område, hvor Skånske Lov var gældende og Lunds stift. Det er imidlertid omstridt, om regionen havde en fælles betegnelse og en fælles identitet før 1658. Navnet Skåneland er i kilder fra middelalderen brugt som et andet ord for Skåne og kan i en enkelt kilde fra 1300-tallet have dækket et større område. Men det er først fra slutningen af 1800-tallet, at den skånske historiker Martin Weibull lancerer begrebet Skåneland som samlebetegnelse for de tre tidligere østdanske landsdele og Bornholm.

## Skånelandenes grænser
Ifølge den mest almindelige tolkning af en kilde fra 1200-tallet fastsattes Skånelandenes grænse mod Sverige i 1060'erne ved hjælp af fem sten langs Hallands grænse, en langs Skånes og en langs Blekinges. Disse sten står der stadig i dag.
I vikingetiden havde Danmark overhøjhed over områderne på den nuværende svenske vestkyst (der kaldtes Danmark, fordi de var danernes "mark", det vil sige grænseområde) og landskabet Viken i Norge, der omfattede området omkring Oslofjorden. Mens Blekinges tilknytning til Danmark er mere usikker, men i dansk historieskrivning typisk sættes til slaget ved Helge Å i 1026. I den tidlige middelalder gik Norge (Bohuslen) til Elven (nu Göta älv), som dannede grænse mellem Danmark og Norge. Mellem 1220 og 1260 fik Sverige kontrol over området ved Göta-elvens munding, hvor storbyen Göteborg siden er vokset frem.

## Heraldisk myte
Kulturhistorikeren Jonny Ambrius anser det for sandsynligt, at de tre blå løver i det danske rigsvåben repræsenter Skåneland, Sjælland og Jylland. Der er dog intet bevis for denne heraldiske myte.

## Historie
Skåne nævnes i de ældste skriftlige kilder som en del af Danmark. Skånske Lov, der gjaldt i hele Skånelands-området, er den ældste af landskabslovene i Danmark og blev nedskrevet i 1200-tallet.
Området var i flere hundrede år skueplads for den blodige rivalisering mellem Sverige og Danmark. I tiden fra 1276 og til 1710 blev området invaderet 39 gange. Skåningestrofen fortæller om, hvor hårdføre folk er i Skåne.
Ved Roskildefreden blev det fastlagt, at områderne ikke måtte forsvenskes, men skulle bevare deres danske love og levevis. Tilsagnet blev gentaget i senere fredstraktater i København, Fontainebleau og Lund, men blev ikke holdt. Skåne og vekslende dele af det øvrige Skåneland var organiseret som et særskilt generalguvernement frem til 1719, hvorefter hele området blev administrativt integreret i Sverige.

## Identitet
Skånelandsbevægelsen er en folkelig strømning bestående af flere foreninger, som arbejder for at fremme den skånske eller skånsk-danske historie, identitet og/eller det regionale selvstyre. En organisation fra Skåneland var på basis af områdets specifikke baggrund 1993-2011 optaget som medlem i UNPO, der er en verdensorganisation for nationale og etniske mindretal, og i FUEN (Federal Union of European Nationalities), som har rådgivende status ved Europarådet.